# Hlepcea, Vasîlkiv
Hlepcea (în ucraineană Хлепча) este un sat în comuna Velîka Soltanivka din raionul Vasîlkiv, regiunea Kiev, Ucraina.

## Demografie
Componența lingvistică a localității Hlepcea
     Ucraineană (88,67%)
     Rusă (11,33%)
Conform recensământului din 2001, majoritatea populației localității Hlepcea era vorbitoare de ucraineană (88,67%), existând în minoritate și vorbitori de rusă (11,33%).